# Les Copains de la forêt
Les Copains de la forêt est une série d'animation française de 52 épisodes produite par Philippe Mounier, PMMP Timoon Animation, dans ses studios à Paris en 2006. La série est diffusée sur TF1 et TiJi, et s'adresse aux 4 ans et plus (près de 40 % de parts de marchés). Elle connaît un succès international sous le nom Forest Friends.
Réalisée par Bernard Le Gall, elle est l'une des premières séries françaises dérivées d'une ligne de jouets préexistante, créée pour le Groupe Berchet par Daniel Rancière.
Romans, albums, documents jeunesses et dessins animés sont commercialisés en France et à l'étranger.

## Synopsis
Un incendie a chassé les animaux de la forêt. Sept d’entre eux, Jeff l’écureuil, Noémie la souris, Dédé le renard, Achille le sanglier, Gladys l’oursonne, Zoé et Martin les jumeaux lapins, Titouan le petit cerisier … vont devenir de vrais amis. Aidés par le Vieux chêne, sage visionnaire aux pouvoirs magiques, ils forment une bande de copains solidaires et inséparables.

## Les personnages
Jeff
Organisateur passionné, égoïste, arrogant et très prétentieux
Noémie
Romantique, narcissique, aime raconter les histoires des autres
Achille
Celui qui est trop gentil
Dédé
L'incollable, du moins c'est ce qu'il croit
Zoé et Martin
Jumeaux pour la vie, ingénieux
Vieux Chêne
Le sage qui brille par son érudition
Gladys
Gourmande, émotive, parfois égoïste

## Les romans
Huit titres publiés chez Hachette dans la Collection La Bibliothèque rose. Adaptation par Daniel Rancière.
- Vive la retraite !, n°???, 2006.
- La rentrée des classes, no 601, 2007.
- Le champignon de Dédé, no 602, 2007.
- Le monstre de la mare, no 603, 2007.
- Le pique-nique, n°???, 2007.
- La permission, n° ???, 2007.
- Jeff a perdu son amoureuse, no 604, 2008.
- Dédé est un menteur, no 605, 2008.

## Les documents
- Activités et coloriages
- Transferts école
- Transfert forêt

## Épisodes
| 1  | La rentrée des classes             | 17 avril 2006      |
| 2  | Un château sur mesure              | 17 avril 2006      |
| 3  | L'étoile magique                   | 18 avril 2006      |
| 4  | L'école des buissons               | 18 avril 2006      |
| 5  | Vive la retraite                   | 20 avril 2006      |
| 6  | Le cahier du Vieux Chêne           | 20 avril 2006      |
| 7  | Le monstre de la mare              | 21 avril 2006      |
| 8  | Le talent d'Achille                | 21 avril 2006      |
| 9  | Le miel magique                    | 24 avril 2006      |
| 10 | Reviens Dédé, reviens !            | 24 avril 2006      |
| 11 | Ratacha et les bonnes manières     | 25 avril 2006      |
| 12 | Les vrais amis                     | 25 avril 2006      |
| 13 | Je veux mon papa !                 | 27 avril 2006      |
| 14 | L'union fait la force              | 27 avril 2006      |
| 15 | Notre chef de classe               | 28 avril 2006      |
| 16 | La pierre en folie                 | 28 avril 2006      |
| 17 | Achille tourne mal                 | 1er mai 2006       |
| 18 | Le barrage                         | 1er mai 2006       |
| 19 | Un trésor d'amitié                 | 2 mai 2006         |
| 20 | Le bal du printemps                | 2 mai 2006         |
| 21 | Titouan est mauvais joueur         | 4 mai 2006         |
| 22 | Un parent à l'école                | 4 mai 2006         |
| 23 | Frère et sœur pour la vie          | 5 mai 2006         |
| 24 | Pique-nique                        | 5 mai 2006         |
| 25 | Adieu les Raspouilles !            | 8 mai 2006         |
| 26 | La fête des pères                  | 8 mai 2006         |
| 27 | La permission                      | 9 mai 2006         |
| 28 | Le grand saut                      | 9 mai 2006         |
| 29 | Le traîneau du Père Noël           | 11 mai 2006        |
| 30 | Titouan cherche sa place           | 28 août 2006       |
| 31 | Jeff a perdu son amoureuse         | 29 août 2006       |
| 32 | Achille la malchance               | 31 août 2006       |
| 33 | L'amoureux mystère de Noémie       | 1er septembre 2006 |
| 34 | Garçons et filles : même combat !  | 12 octobre 2006    |
| 35 | La grosse bêtise                   | 16 octobre 2006    |
| 36 | Un petit monstre charmant          | 23 octobre 2006    |
| 37 | SOS parents                        | 18 avril 2007      |
| 38 | Dur dur d'être un aîné             | 18 avril 2007      |
| 39 | Le mensonge de Dédé                | 25 avril 2007      |
| 40 | Les jumeaux rebelles               | 25 avril 2007      |
| 41 | Accroc mais pas trop               | 2 mai 2007         |
| 42 | Dédé n'est pas téméraire           | 2 mai 2007         |
| 43 | Un cerf-volant pour la Lune        | 9 mai 2007         |
| 44 | Léon les crocs                     | 9 mai 2007         |
| 45 | Le cousin                          | 16 mai 2007        |
| 46 | Piqué au vif                       | 20 mai 2007        |
| 47 | Chacun sa place                    | 20 mai 2007        |
| 48 | La fanfare                         | 23 mai 2007        |
| 49 | Les voisins terribles              | 23 mai 2007        |
| 50 | Qui ose entrer chez nous ?         | 27 mai 2007        |
| 51 | Le masque magique                  | 27 mai 2007        |
| 52 | Gladys n'arrête pas de se plaindre | 4 septembre 2007   |

## Distribution
- Tony Beck : Boris (le père de Noémie), Billy (le père de Gladys)
- Christophe Hespel : Rascal le rat, Jack (le père de Jeff)
- Frédéric Meaux : Roger (le père d'Achille), Ra-pa (le père des Raspouilles)
- Sébastien Hébrant : Joe (le père de Dédé)
- Fanny Roy : Ratacha la rate, Martin le lapin, Fanny (la mère de Jeff)
- Marie-Line Landerwijn : Zoé la lapine, Ra-Man (la mère des Raspouilles)
- Maia Baran : Sophia (la sœur de Noémie), Milly (la mère de Gladys), Jacka (la mère de Dédé), Marjorie (la mère d'Achille)
- Stéphane Flamand : Achille le marcassin
- Stéphane Excoffier : Titouan le petit cerisier
- Lucie De Grom : Noémie la souris
- David Scarpuzza : Dédé le renardeau
- Bernard Faure : le vieux chêne
- Carole Baillien : Gédéon (le cousin de Jeff)